# UNGOMAP
La Missione Unite per l'Ottimizzazione delle Funzioni delle Nazioni Unite in Pakistan e in Afghanistan (UNGOMAP dall'inglese United Nations Good Offices Mission in Afghanistan and Pakistan) è stata una missione delle Nazioni Unite stabilita dal Consiglio di Sicurezza il 15 maggio 1988 su proposta del Segretario Generale delle Nazioni Unite che aveva richiesto una missione di supporto per il “Rappresentante del Segretario Generale”, Diego Cordovez, che si trovava nella regione.

## Descrizione
La missione si rese necessaria dopo l'intervento armato sovietico in Afghanistan e la successiva firma degli "Accordi di Ginevra" tra le parti belligeranti.
I compiti della missione erano di aiutare il "Rappresentante del Segretario generale" a: monitorare il ritiro delle truppe sovietiche dall'Afghanistan, aiutare i rifugiati a tornare nel paese dal territorio pakistano, verificare che entrambe le parti rispettassero il cessate il fuoco e gli “Accordi di Ginevra.
La missione terminò il 15 marzo 1990 con il totale disimpegno delle forze sovietiche; durante la missione non si verificarono violazioni degli accordi di pace.
I quartier generali dell’UNGOMAP erano a Kabul e ad Islamabad; la missione fu diretta dal generale Rauli Helminen, dal maggio 1988 all'aprile 1989, e dal colonnello, Heikki Happonen, dall'aprile 1989 al marzo 1990, entrambi finlandesi.
Il contingente militare oscillò da un massimo di 50 osservatori ad un minimo di 35 durante il disimpegno. I paesi che contribuirono alla missione con osservatori militari furono: Austria, Canada, Danimarca, Figi, Finlandia, Ghana, Irlanda, Nepal, Polonia e Svezia.
Il costo totale della missione fu di 14 milioni di dollari.